# Chirothrips propinquus
Chirothrips propinquus är en insektsart som beskrevs av Zur Strassen 1967. Chirothrips propinquus ingår i släktet Chirothrips och familjen smaltripsar. Inga underarter finns listade i Catalogue of Life.